# Heylaan
Heylaan és una regió de Puntland creada pel govern de l'estat amb la part oriental de la part arrabassada a Somalilàndia el 1999.
La capital és Dhahar.
Ni Somalilàndia ni Maakhir reconeixen aquesta regió.